# Compagnie nationale des commissaires aux comptes
La Compagnie nationale des commissaires aux comptes (CNCC) est l'instance représentative de la profession en France. Elle agit auprès des professionnels, des pouvoirs publics, des régulateurs et anime l'ensemble du réseau régional.
La CNCC est un établissement d'utilité publique doté de la personnalité morale et placé auprès du Garde des Sceaux, ministre de la Justice. Elle est installée au 200 rue Raymond-Losserand, 75014 Paris. Elle a un triple rôle d'autorité technique, morale et institutionnelle et, à ce titre, anticipe et accompagne les évolutions de la profession. L’article 821-6 du code de commerce précise que la Compagnie nationale des commissaires aux comptes « concourt au bon exercice de la profession, à sa surveillance ainsi qu'à la défense de l'honneur et de l'indépendance de ses membres ».

## Chiffres du secteur
La CNCC rassemble et fédère les 14 500 commissaires aux comptes (personnes physiques) inscrits en France.

## Activité de lobbying
Pour l'année 2017, la CNCC déclare à la Haute Autorité pour la transparence de la vie publique exercer des activités de lobbying en France pour un montant qui n'excède pas 300 000 euros.

## Présidents
Le président de la Compagnie est 61e dans l'ordre de préséance à Paris.
- Philippe Vincent (2024-)
- Yannick Ollivier (2020-2024)
- Jean Bouquot (2017-2020)
- Denis Lesprit (2015-2016)
- Yves Nicolas (2013-2014)
- Claude Cazes (2009-2012)
- Vincent Baillot (2005-2009)
- Michel Tudel (2001-2005)
- Michel Leclercq (1999-2001)
- Didier Kling (1995-1999)
- Bernard-Pierre Germond (1991-1995)
- Jacques Potdevin (1989-1991)
- René Ricol (1985-1989)
- Roger-Bertrand Caumeil (1983-1985)
- Jacques Dumont (1979-1983)
- Jean Sigaut (1975-1979)
- Jean Trail (1970-1975)